# Bio-Engineered Supplements and Nutrition
Bio-Engineered Supplements and Nutrition, Inc. (BSN) ist ein 2001 gegründeter US-amerikanischer Hersteller von Nahrungsergänzungsmitteln mit Sitz in Florida. Seit 2011 ist BSN Teil der irischen Glanbia Gruppe, die ebenfalls im Besitz des US-amerikanischen Nahrungsergänzungshersteller Optimum Nutrition ist.

## Geschichte
Die Marke wurde 2001 von Chris Ferguson und Scott James gegründet und startete als kleiner Nahrungsergänzungsmittelladen in Delray Beach in Florida. Beide Gründer hatten Erfahrung mit der Arbeit im Fitnessstudio-Geschäft und waren selbst an Bodybuilding interessiert. Einige der Mitarbeiter arbeiteten in den Anfangszeiten ohne Entlohnung, nur um Teil der Marke zu sein.
2011 wurde BSN von der Glanbia Gruppe für 144 Mio. US-Dollar (umgerechnet 108 Mio. Euro) erworben. Glanbia hatte 2008 bereits für 315 Mio. US-Dollar den Marktführer Optimum Nutrition erworben. BSN war zu diesem Zeitpunkt in privatem Besitz und verfügte über 140 Mitarbeiter. Das Unternehmen hatte 2009 einen Umsatz von 135,4 Mio. US-Dollar (101,3 Mio. Euro) bei einem Gewinn von 10,1 Mio. US-Dollar (7,6 Mio. Euro). Damit war BSN in den Top 25 der größten Nahrungsergänzungsmittelherstellern in den USA und zudem, nach Optimum Nutrition, der zweitgrößte Abnehmer von Wheyprotein in Nordamerika.

## Produkte
2011 wurde BSN in den USA in 40.000 Einzelhandelsgeschäften vertrieben. Weltweit sind BSN-Produkte in 120 Ländern verfügbar. In manchen dieser Länder hat BSN eigene Vertriebs- und Marketingteams. Zudem verfügen sie über länderspezifische Rezepturen für Produkte. Während das Kerngeschäft von Optimum Nutrition Proteinpulver und Performance-Supplements sind, vertreibt BSN zusätzlich Pre-Workout-Produkte.
Die bekanntesten Produkte von BSN sind der Pre-Workout N.O.-XPLODE und das Proteinpulver Syntha-6, welche 2004 und 2009 auf den Markt gebracht wurden.

## Sponsorings
Die UFC gab 2008 eine mehrjährige Partnerschaft mit BSN als "Official Nutritional Supplement Provider" bekannt. 2015 war BSN Partner des UFC-Kämpfers Conor McGregor. Weiterhin bestanden Partnerschaften mit dem CrossFit-Athleten Rich Froning Jr., dem Basketballer Joakim Noah, dem Automobilrennfahrer Tony Kanaan und dem Schwergewichts-Mixed-Martial-Arts-Kämpfer Cain Velasquez.
BSN unterstützt aktive und ehemalige Mitglieder des Militärs mit einem Rabatt von 50 %.

## Kritik
BSN wurde 2009 für die Wirksamkeit ihrer Produkte kritisiert, nachdem ein Artikel in der Sports Illustrated darauf aufmerksam machte, dass in den USA in Kalifornien eine Sammelklage gegen das Unternehmen erhoben wurde. In dieser wurde BSN beschuldigt den vorgeblich in den Produkten N.O.-XPLODE, Cellmass und Nitrix enthaltenen Inhaltsstoff Creatin-Ethylester-Malat (CEM3) zu bewerben, der nicht enthalten sei. Jonathan Vennerstrom, Professor für Pharmazeutische Wissenschaften an dem University of Nebraska Medical Center sagte aus, dass die von BSN veröffentlichte chemische Struktur von CEM3 chemisch unmöglich sei und Richard Chamberlin, Chemieprofessor an der University of California, Irvine sagte aus, dass der von BSN patentierte Synthetisierungsprozess für CEM3 mit großer Wahrscheinlichkeit diesen Stoff nicht produzieren würde. BSN reagierte auf diese Kritik mit der Aussage, dass dies nichts an der Effektivität oder Qualität der Produkte ändern würde und dass BSN diese Formulierungen nicht mehr länger verkaufe. Die Sammelklage endete in einem Vergleich der vorsah, dass den Sammelklägern Rückerstattungen bis zu 15 US-Dollar für CEM3-Produkte, Rabatte für zukünftige Käufe von 3 bis 5 Dollar und/oder kostenlose Proben zustünden. Zudem verpflichtete sich BSN in den nächsten fünf Jahren 1 Mio. US-Dollar BSN-Produkte an einen wohltätigen Zweck überweisen.